# Tianjun
Tianjun (léase Tián-Chin, en chino, 天峻县; pinyin, Tiānjùn xiàn; literalmente, ‘montaña alta celestial’) también conocida por su nombre tibetano de Temqen (en tibetano, ཐེམ་ཆེན ; wylie, Têmqên) es un condado bajo la administración directa de la Prefectura Haixi en la Provincia de Qinghai, República Popular China. Su área es de 25 612 km² y su población total para 2010 superó los 33 mil habitantes.

## Administración
Desde octubre de 2019, el condado Tianjun se divide en 10 pueblos que se administran en 3 poblados y 7 villas. 